# The First CD
The First CD o Atom and His Package è il primo album di studio del gruppo indie rock statunitense Atom and His Package, pubblicato nel 1995 da Bloodlink Records.

## Tracce
1. Avenger - 2;37
2. He Kissed Me (Dancy Pants Version) - 1:27
3. Snowshoe BBQ - 2:04
4. Scary Sloop - 0:54
5. Mark Scott - 2:11
6. Collateral Damage (Brutal Truth) - 0:10
7. Minds Playin' Tricks on Me (Geto Boys) - 1:46
8. Well Fed Fucking Sequencer (Born Against) - 2:03
9. Chris and his Connor (Whom I Already Love) - 1:40
10. Books My Dog, The Box, Brian Sokel, & Me - 3:40
11. Head (She's Just A) - 1:43
12. After School Special Stands for ASS - 0:53
13. She's in the Bathroom & She's Shaking Me Until Tomorrow (Andrew Dick, AC/DC) - 4:21
14. Tim Allen is Not Very Funny - 3:02
15. Jeb Bell - 0:09
16. Where Eagles Dare - 2:08
17. He Kissed Me (Nice & EZ) - 1:28
18. Martha is Flanged Like a Hippo - 1:26
19. Atom and His Package Theme Song - 2:03
20. Twelve Years Old Forever - 2:15

## Formazione
- Adam Goren - voce, sintetizzatore